# Коровино (Балезінський район)
Коро́вино (рос. Коровино) — присілок в Балезінському районі Удмуртії, Росія.

## Населення
Населення — 36 осіб (2010; 56 в 2002).
Національний склад станом на 2002 рік:
- росіяни — 98 %